# Yalaklū
Yalaklū (persiska: یلک لو) är en ort i Iran.   Den ligger i provinsen Västazarbaijan, i den nordvästra delen av landet, 500 km väster om huvudstaden Teheran. Yalaklū ligger 1 466 meter över havet och antalet invånare är 175.
Terrängen runt Yalaklū är huvudsakligen kuperad. Yalaklū ligger nere i en dal. Runt Yalaklū är det ganska glesbefolkat, med 47 invånare per kvadratkilometer. Närmaste större samhälle är باروق, 19,7 km väster om Yalaklū. Trakten runt Yalaklū består i huvudsak av gräsmarker.